# Puig de Bou
El Puig de Bou és una muntanya de 737 metres que es troba al municipi de Bellprat, a la comarca de l'Anoia.